# الکساندریا (لوئیزیانا)
الکساندریا (به انگلیسی: Alexandria) شهری در ایالت لوئیزیانا کشور ایالات متحده آمریکا است که جمعیت آن در سرشماری سال ۲۰۱۰ میلادی، ۴۷٬۷۲۳ نفر بوده‌است.

## نگارخانه

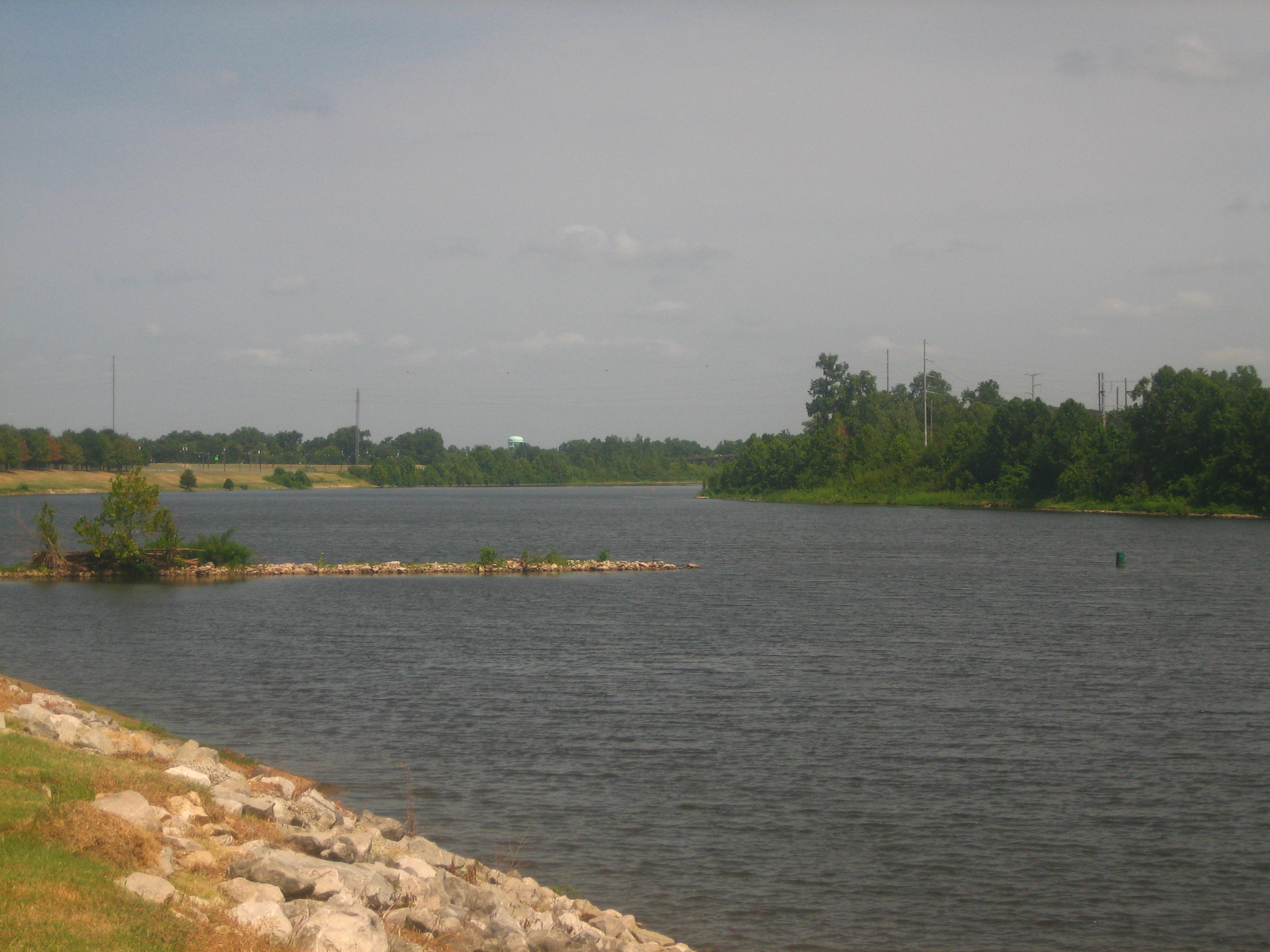
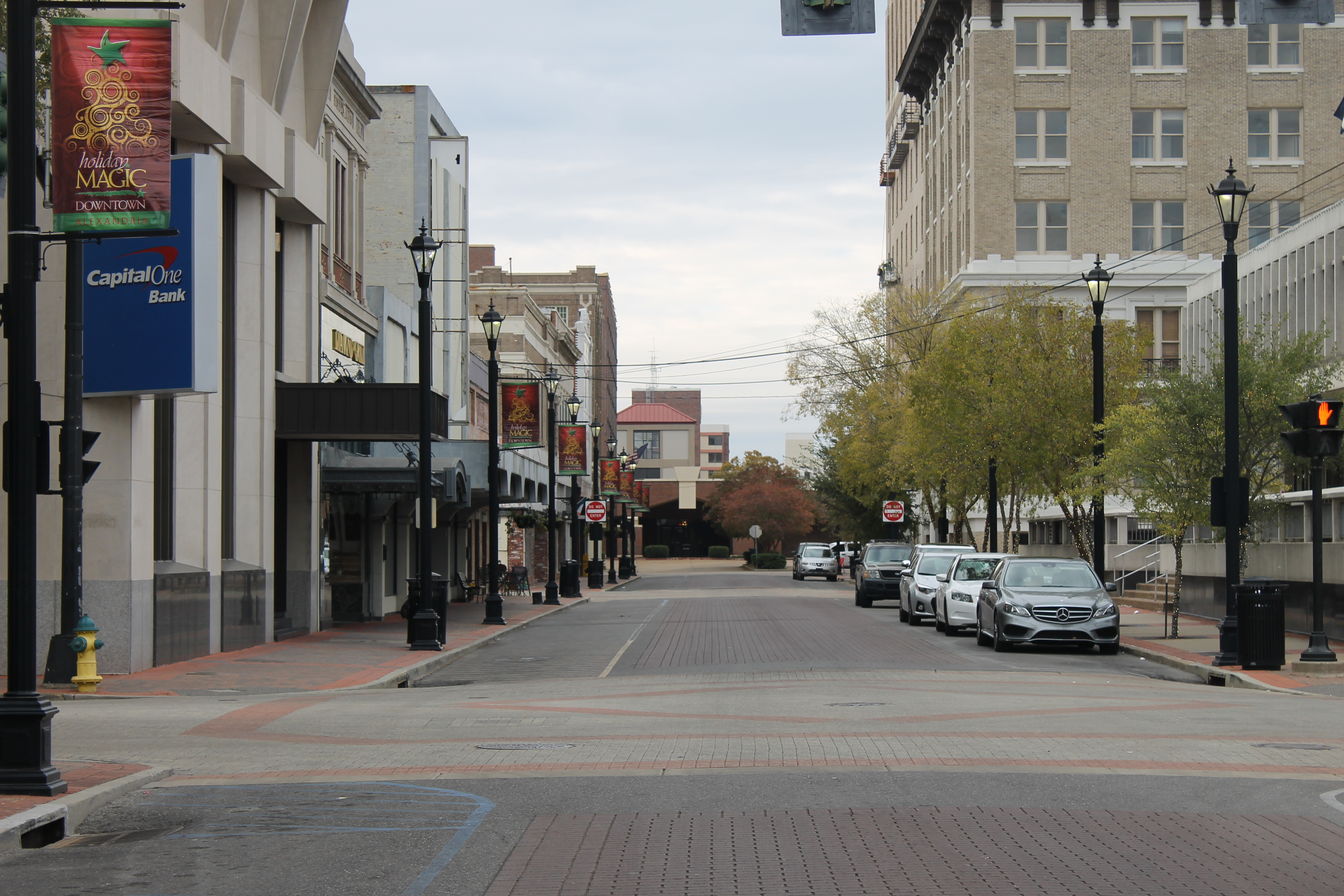
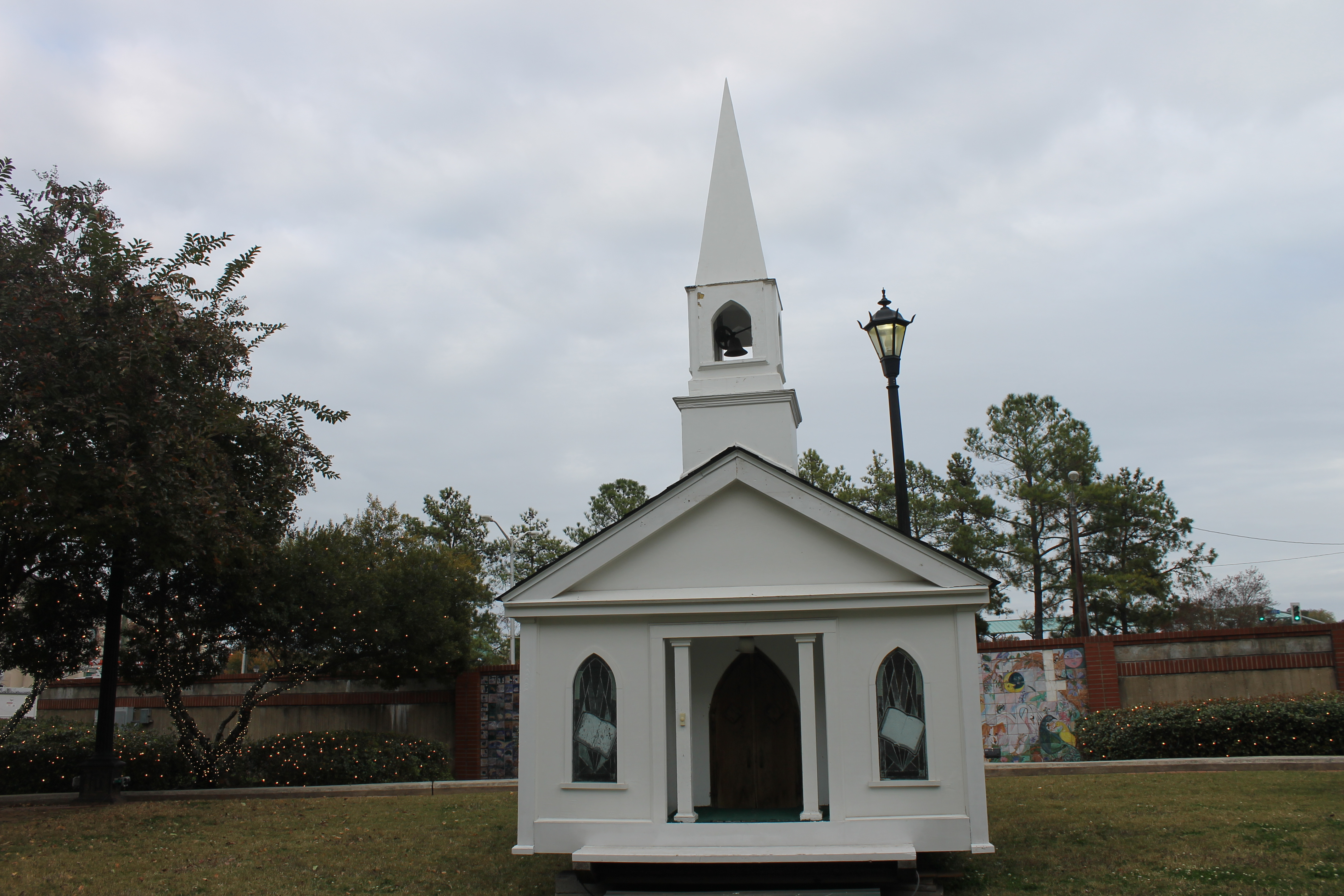
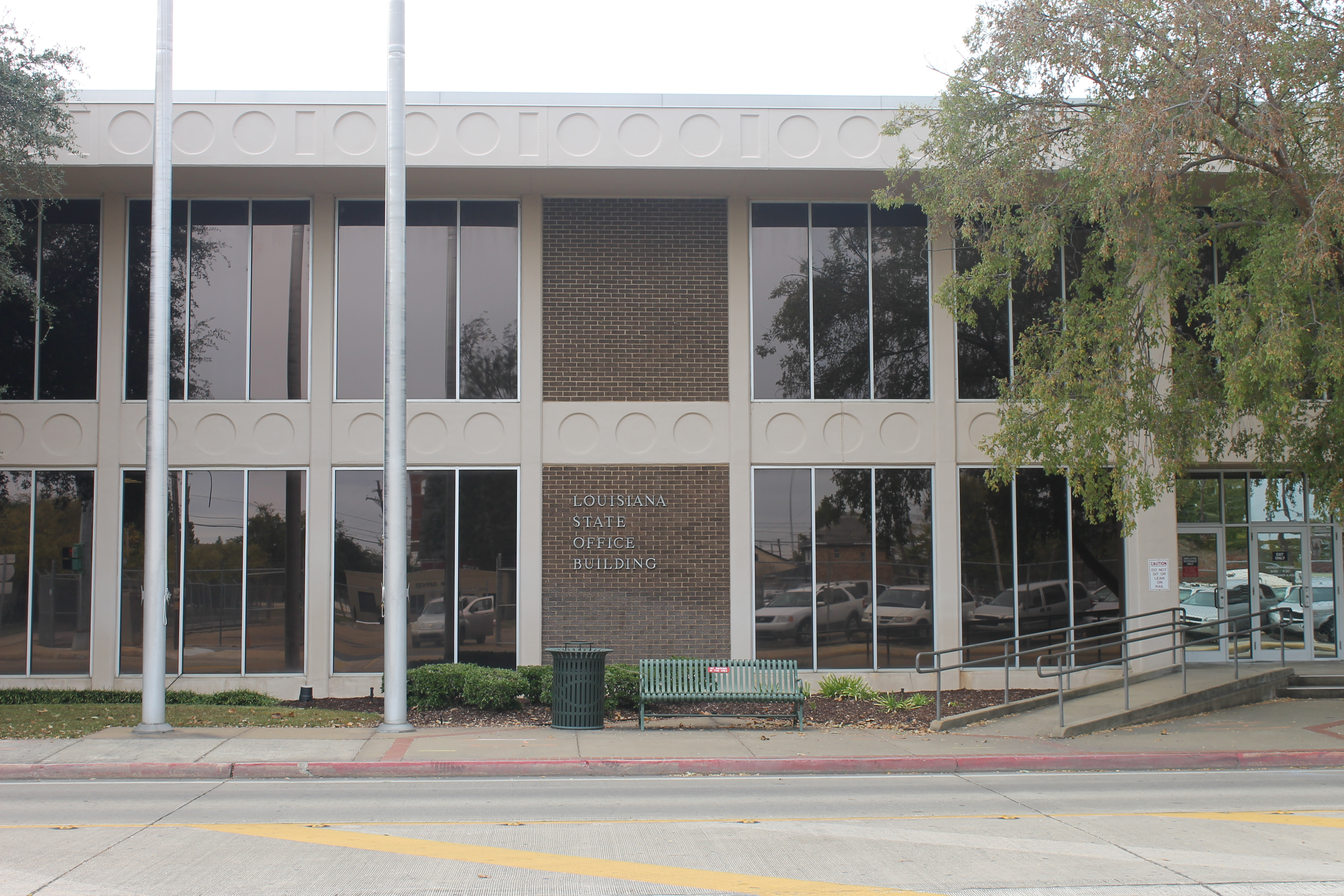
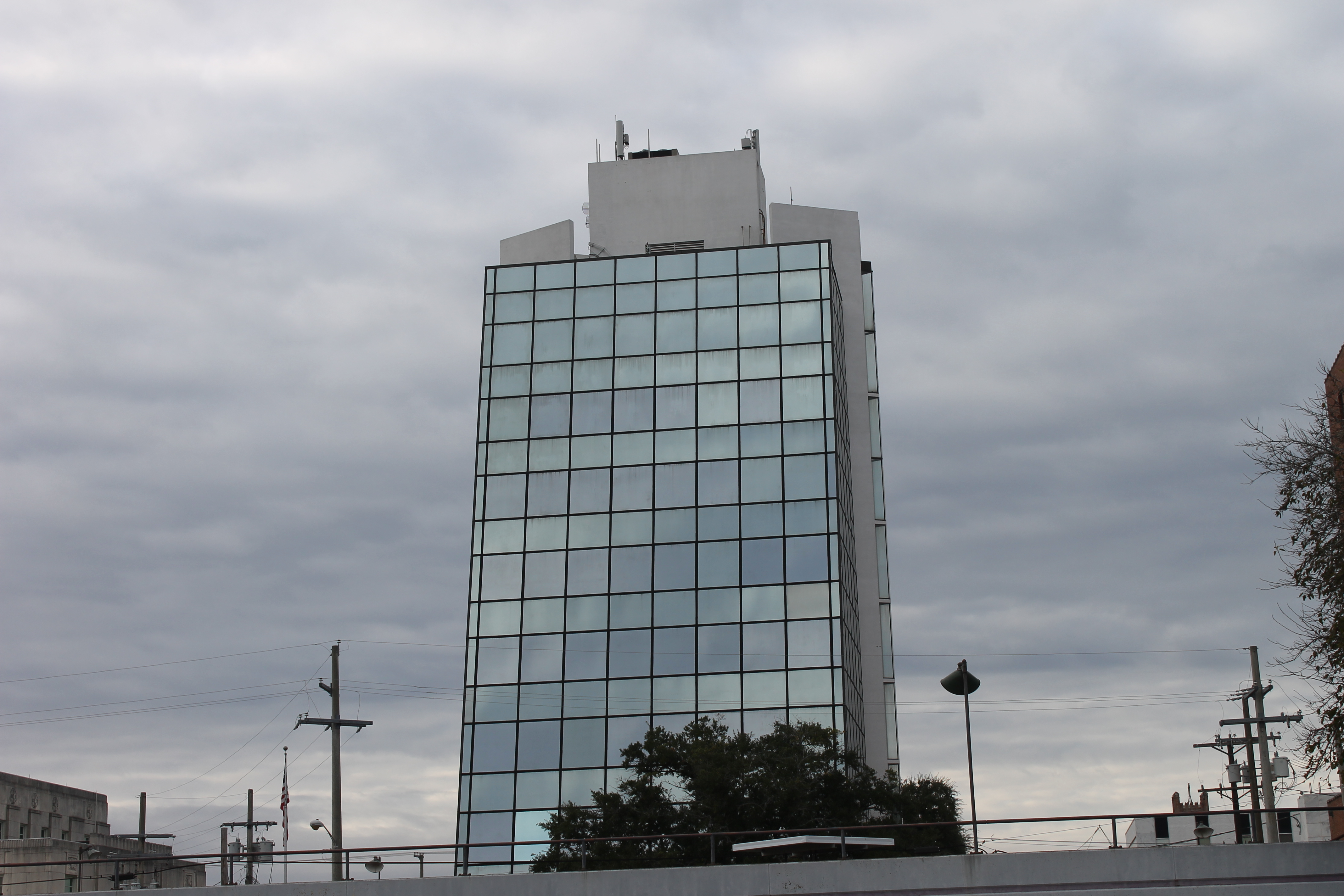
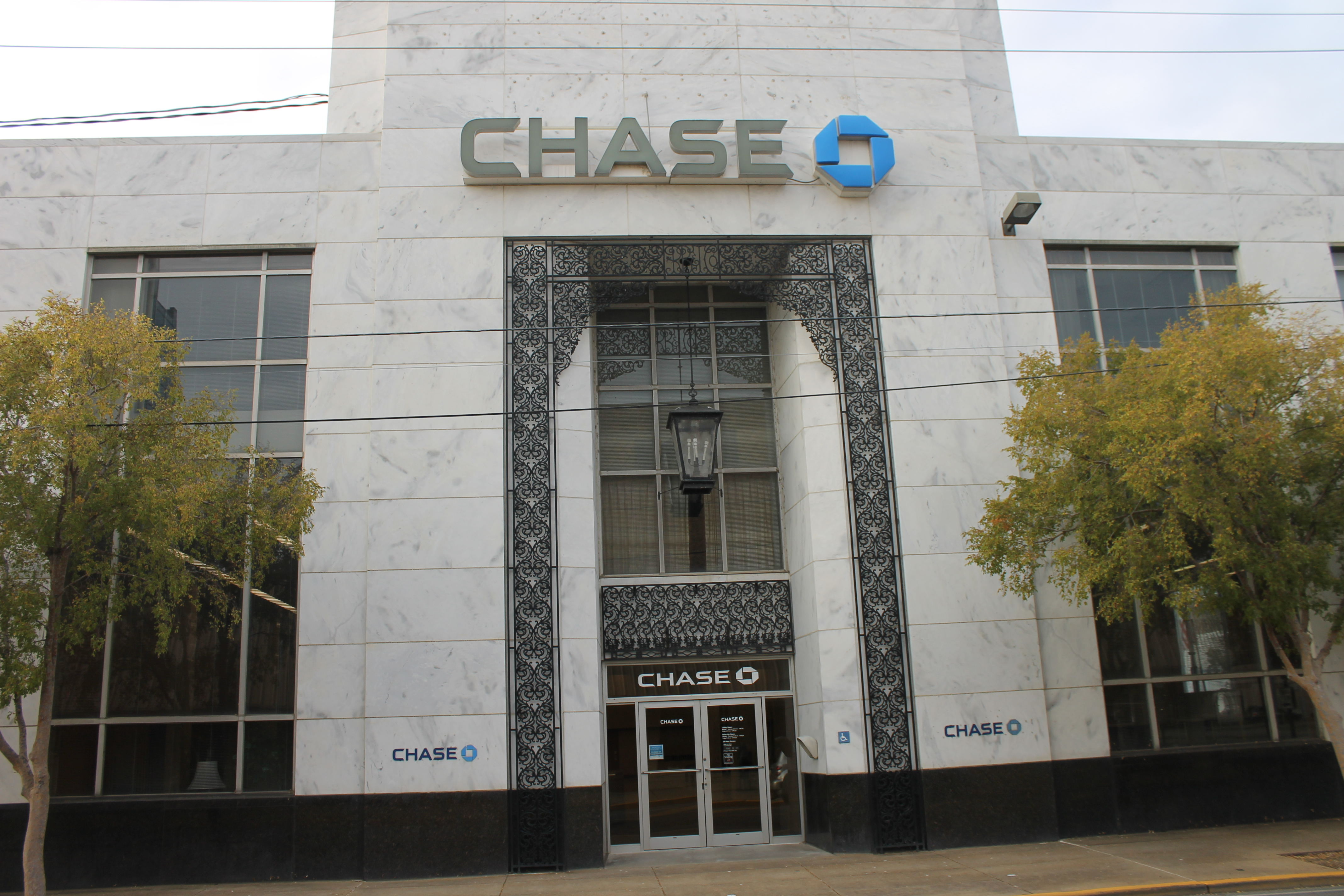
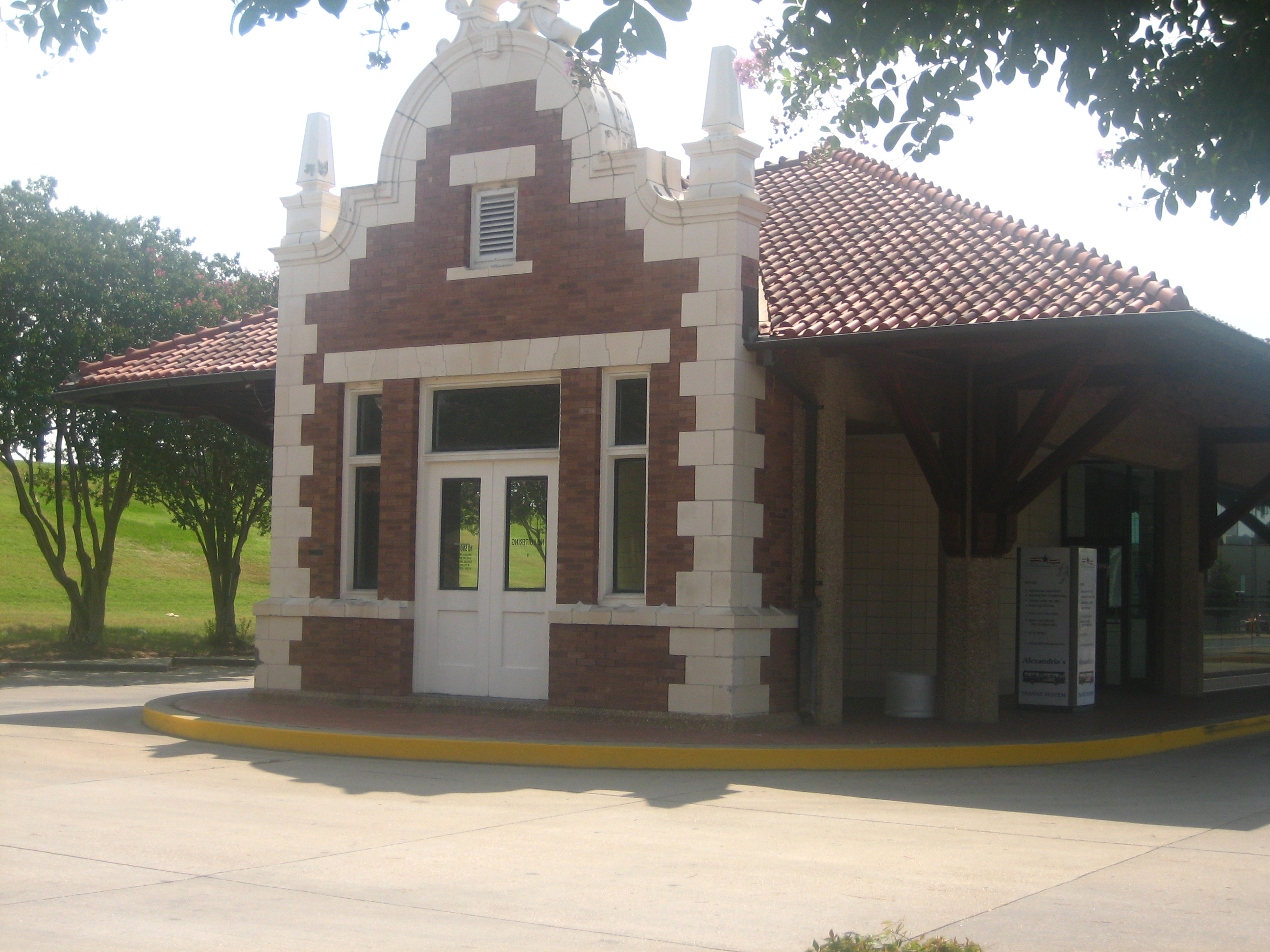
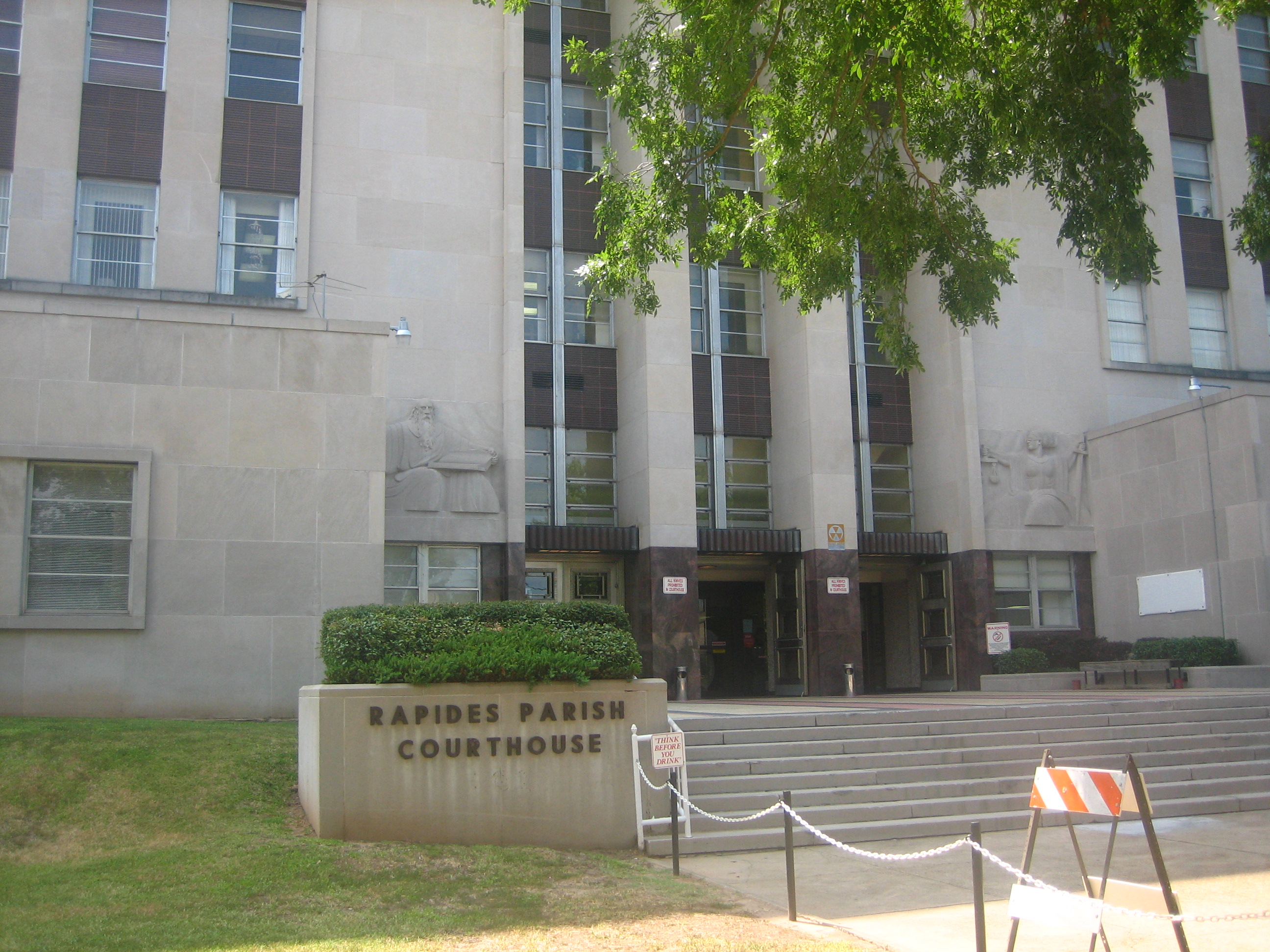